# فرانك برناردي
فرانك برناردي (بالإنجليزية: Frank Bernardi)‏ هو لاعب كرة قدم أمريكية أمريكي، ولد في 17 يونيو 1933 في Highwood, Illinois ‏ في الولايات المتحدة.

## وصلات خارجية
- فرانك برناردي على موقع مرجع كرة القدم المحترفة.كوم (الإنجليزية)